# Внешняя политика Республики Конго
Внешняя политика Республики Конго — общий курс Республики Конго в международных делах. Внешняя политика регулирует отношения Республики Конго с другими государствами. Реализацией этой политики занимается Министерство иностранных дел Республики Конго. Республика Конго является членом Организации Объединённых Наций, Африканского союза и Экономического сообщества стран Центральной Африки.

## История
В течение двух десятилетий, предшествовавших Национальной конференции в Республики Конго в 1991 году, страна находилась в социалистическом лагере, в союзе с Советским Союзом и другими странами Восточного блока. Образовательные, экономические и зарубежные связи между Республикой Конго и его союзниками по Восточному блоку были обширными, при этом конголезские вооружённые силы получали значительную помощь со стороны Советского Союза, ГДР и Кубы.
В 1991 году после распада Советского Союза и принятия многопартийной демократии двусторонние отношения Республики Конго с бывшими социалистическими союзниками стали относительно менее важными. В настоящее время Франция является основным внешним партнером этого государства, оказывая значительную экономическую помощь и играя при этом очень влиятельную роль.
Республика Конго является членом Международного уголовного суда с двусторонним соглашением об иммунитете для защиты американских военных.
Членство в международных организациях включает в себя: Организацию Объединённых Наций, Организацию африканского единства, Африканский банк развития, Генеральное соглашение по тарифам и торговле (ГАТТ), Экономическую комиссию для центральноафриканских государств, Экономическое сообщество стран Центральной Африки, Международную организацию по кофе, Центральноафриканский союз, Intelsat, Интерпол, Движение неприсоединения и Группу 77.
На большей части реки Конго граница с Демократической Республикой Конго является нератифицированной: не достигнуто соглашение о разделе реки и островов, за исключением района Малебо).

## Двусторонние отношения
| Государства          | Установление отношений | Прочее |
| -------------------- | ---------------------- | --- |
| Андорра              | 24 февраля 2022        | Государства установили дипломатические отношения 24 февраля 2022 года. |
| Аргентина            | 2 января 1980          | Государства установили дипломатические отношения 2 ноября 1980 года. |
| Армения              | 15 марта 2007          | Государства установили дипломатические отношения 15 марта 2007 года. |
| Австралия            | 7 мая 2009             | Государства установили дипломатические отношения 7 мая 2009 года. |
| Босния и Герцеговина | 23 февраля 2011        | Государства установили дипломатические отношения 23 февраля 2011 года. |
| Бразилия             | 4 марта 1980           | Государства установили дипломатические отношения 4 марта 1980 года. |
| Бруней               | 15 мая 2000            | Государства установили дипломатические отношения 15 мая 2000 года. |
| Канада               | февраль 1962           | Государства установили дипломатические отношения в феврале 1962 года. - Интересы Канады в Республике Конго представлены через посольство в Киншасе, Демократическая Республика Конго. - Интересы Республики Конго в Канаде представлены через посольство в Вашингтоне, США. |
| Китай                | 22 февраля 1964        | См. также Отношения между Китаем и Республикой Конго 22 февраля 1964 года Китай установил дипломатические отношения с Республикой Конго. |
| Колумбия             | 1 июля 1999            | Государства установили дипломатические отношения 1 июля 1999 года. |
| Коста-Рика           | 4 сентября 2007        | Государства установили дипломатические отношения 4 сентября 2007 года. |
| Куба                 | 10 мая 1964            | Государства установили дипломатические отношения 10 мая 1964 года. |
| Египет               | 28 июля 1964           | Государства установили дипломатические отношения 28 июля 1964 года. |
| Фиджи                | 11 мая 2011            | Государства установили дипломатические отношения 11 мая 2011 года. |
| Финляндия            | 22 марта 1967          | Государства установили дипломатические отношения 22 марта 1967 года. |
| Франция              | 16 августа 1960        | Государства установили дипломатические отношения 16 августа 1960 года. - Республика Конго имеет посольство в Париже. - Франция имеет посольство в Браззавиле и генеральное консульство в Пуэнт-Нуаре. |
| Грузия               | 3 марта 2011           | Государства установили дипломатические отношения 3 марта 2011 года. |
| Германия             | 15 августа 1960        | Государства установили дипломатические отношения 15 августа 1960 года. |
| Гренада              | 1 сентября 1983        | Государства установили дипломатические отношения 1 сентября 1983 года. |
| Исландия             | 15 декабря 2004        | Государства установили дипломатические отношения 15 декабря 2004 года. |
| Индия                |                        | См. также Отношения Индии и Республики Конго - С 2021 года Индия имеет посольство в Браззавиле. - Республика Конго имеет посольство в Нью-Дели. |
| Казахстан            | 21 сентября 1999       | Государства установили дипломатические отношения 21 сентября 1999 года. |
| Кувейт               | 31 октября 2000        | Государства установили дипломатические отношения 31 октября 2000 года. |
| Латвия               | 26 сентября 2013       | Государства установили дипломатические отношения 26 сентября 2013 года. |
| Ливан                | 12 апреля 2001         | Государства установили дипломатические отношения 12 апреля 2001 года. |
| Ливия                | 7 апреля 1973          | Государства установили дипломатические отношения 7 апреля 1973 года. |
| Литва                | 5 декабря 2005         | Государства установили дипломатические отношения 5 декабря 2005 года. |
| Мальдивы             | 20 апреля 2018         | Государства установили дипломатические отношения 20 апреля 2018 года. |
| Мальта               | 14 февраля 2011        | Государства установили дипломатические отношения 14 февраля 2011 года. |
| Маврикий             | 6 июля 2011            | Государства установили дипломатические отношения 6 июля 2011. |
| Мексика              | 1990                   | Государства установили дипломатические отношения в 1990 году. - Интересы Республики Конго в Мексике представлены через посольство в Вашингтоне, США. - Интересы Мексики в Республике Конго представлены через посольство в Абудже, Нигерия. |
| Черногория           | 1 февраля 2011         | Государства установили дипломатические отношения 1 февраля 2011 года |
| Намибия              | 23 марта 1990          | Государства установили дипломатические отношения 23 марта 1990 года - Республика Конго имеет посольство в Виндхуке. - Намибия имеет посольство в Браззавиле. |
| Филиппины            | 19 января 2000         | Государства установили дипломатические отношения 19 января 2000 года. |
| Польша               | 19 декабря 1972 года   | Государства установили дипломатические отношения 19 декабря 1972 года. |
| Катар                | 25 апреля 2000         | Государства установили дипломатические отношения 25 апреля 2000 года. |
| Россия               |                        | Посольство Республики Конго в России |
| Саудовская Аравия    | 1 февраля 1999         | Государства установили дипломатические отношения 1 февраля 1999 года. |
| Сингапур             | 8 февраля 2001         | Государства установили дипломатические отношения 8 февраля 2001 года. |
| Словения             | 19 апреля 2007         | Государства установили дипломатические отношения 19 апреля 2007 года. |
| Соломоновы Острова   | 6 марта 2012           | Государства установили дипломатические отношения 6 марта 2012 года. |
| Республика Корея     | 16 июня 1990           | Государства установили дипломатические отношения 16 июня 1990 года. В 2011 году объём товарооборота составил сумму 52,940,000 долларов США экспорта и 78,100,000 долларов США импорта. Республика Конго крупный экспортер нефти в Республику Корея. |
| Восточный Тимор      | 7 ноября 2006          | Государства установили дипломатические отношения 7 ноября 2006 года. |
| Турция               | 9 ноября 1981          | Государства установили дипломатические отношения 9 ноября 1981 года. - Республика Конго имеет посольство в Анкаре. - Турция имеет посольство в Браззавиле. - В 2019 году объём товарооборота между странами составил сумму 57,25 млн. долларов США (турецкий экспорт/импорт: 1,47/55,8 млн. долларов США). |
| Тувалу               | 27 апреля 2012         | Государства установили дипломатические отношения 27 апреля 2012 года. |
| Украина              | 3 июня 1999            | Государства установили дипломатические отношения 3 июня 1999 года. |
| ОАЭ                  | 21 мая 2007            | Государства установили дипломатические отношения 21 мая 2007 года. |
| США                  | 15 августа 1960        | Государства установили дипломатические отношения 15 августа 1960 года. См. также Отношения Республики Конго и США. Дипломатические отношения между Соединёнными Штатами и Республикой Конго были разорваны во время марксистский периода с 1965 по 1977 годы. В 1977 году посольство США вновь открылось после восстановления отношений, которые оставались напряжёнными до конца социалистической эры. Конец 1980-х годов ознаменовался постепенным потеплением отношений Республики Конго со странами Запада, в том числе с США. Президент Конго Дени Сассу-Нгессо совершил государственный визит в Вашингтон в 1990 году, где его принял президент Джордж Буш. - Республика Конго имеет посольство в Вашингтоне. - США имеет посольство в Браззавиле. |
| Венесуэла            | 6 апреля 2006          | Государства установили дипломатические отношения 6 апреля 2006 года. |